# Tren Llanquihue-Puerto Montt
El Tren Llanquihue - Puerto Montt es un servicio de trenes de cercanías para pasajeros de la Empresa de los Ferrocarriles del Estado en Chile. El trazado abarca una longitud de 27 km y une a las comunas de Llanquihue, Puerto Varas y Puerto Montt en la región de Los Lagos.
Utilizando infraestructura ferroviaria histórica inaugurada en 1911, el proyecto surgió dentro del programa piloto 30/30 iniciativa creada por el gobierno de Gabriel Boric en 2022. 
Posteriormente, el presidente Gabriel Boric confirmó en su primera cuenta pública la creación de un servicio de pasajeros entre Llanquihue y Puerto Montt, como parte del programa piloto "30/30", el cual inició su marcha blanca en enero de 2025 y cuya operación comercial comenzó el 29 de abril del mismo año.

## Historia

### Construcción y primera vida (1907-1997)
Siendo la última etapa del ferrocarril longitudinal que conectó a Iquique con Puerto Montt, la construcción del tramo ferroviario entre Osorno y Puerto Montt inició en junio de 1907, siendo inaugurada el 23 de noviembre de 1913. Desde entonces se desarrollaron una serie de servicios de pasajeros, incluyendo el Flecha Sur y su variante nocturna (Santiago-Puerto Montt), el servicio Temuco-Puerto Montt, y el servicio Osorno-Puerto Montt, los cuales dejaron de operar en 1997.

### Servicio Victoria-Puerto Montt (2005-2007)
El presidente Ricardo Lagos inauguró un servicio que existió brevemente conectando Victoria con Puerto Montt. El servicio operó desde el 6 de diciembre de 2005 hasta el 1 de abril de 2007, cuando cerró por falta de demanda y constantes fallas en los automotores diésel.

### Gestiones de reactivación (2008-2022)
Desde 2008, existieron intenciones de reactivar un servicio de pasajeros dentro de la Región de Los Lagos: entre 2009 y 2013 existió la propuesta del tren turístico «Tren de los Volcanes», un servicio que recorrería Puerto Varas, Frutillar, Alerce y Puerto Montt, el cual, aunque se hicieron pruebas técnicas, nunca entró en operaciones.
A fines del primer gobierno de Sebastián Piñera, el presidente anunció en 2013 que estaba en estudios un servicio ferroviario entre Alerce y Puerto Montt.
En 2015, la Empresa de los Ferrocarriles del Estado (EFE) desarrolló estudios de prefactibilidad para determinar la viabilidad de un servicio entre las estaciones de La Unión y Puerto Montt, el cual arrojó que era socialmente más rentable un servicio entre esta última ciudad y Llanquihue. En 2016, se presentaron los resultados de estos estudios, los cuales fueron actualizados en 2021, ahora integrando información sobre los nuevos sistemas de transporte terrestre.
En marzo de 2017, se desarrollaron reuniones entre las autoridades de la región de Los Lagos y EFE para hacer una evaluación del servicio entre Alerce y Puerto Montt.
En el contexto del proyecto Chile sobre Rieles, el 28 de agosto de 2020, se anunció la firma de un convenio entre el presidente de EFE, Pedro Pablo Errázuriz con la municipalidad de Puerto Montt para impulsar un proyecto de pasajeros entre la ciudad y Alerce. El acuerdo fue establecido junto con el inicio de los estudios el 24 de octubre.
El 15 de junio de 2022, dos proyectos de resolución procedentes de la Cámara de Diputadas y Diputados de Chile fueron enviados al presidente Gabriel Boric, solicitando la creación de un servicio de pasajeros en la región de Los Lagos. Desde EFE, el presidente del Directorio, Eric Martín González, entregó una respuesta en noviembre donde se señaló que los esfuerzos iniciados en 2015 se encontraban, aunque en agenda, generando convenios estratégicos con el Gobierno Regional de Los Lagos y en la búsqueda del financiamiento para desarrollar el proyecto. La Corporación Tren del Lago en un programa de CORFO presentó en 2022 la propuesta de implementar un sistema de buscarril en el trayecto.

### Anuncio oficial de reactivación (2022)

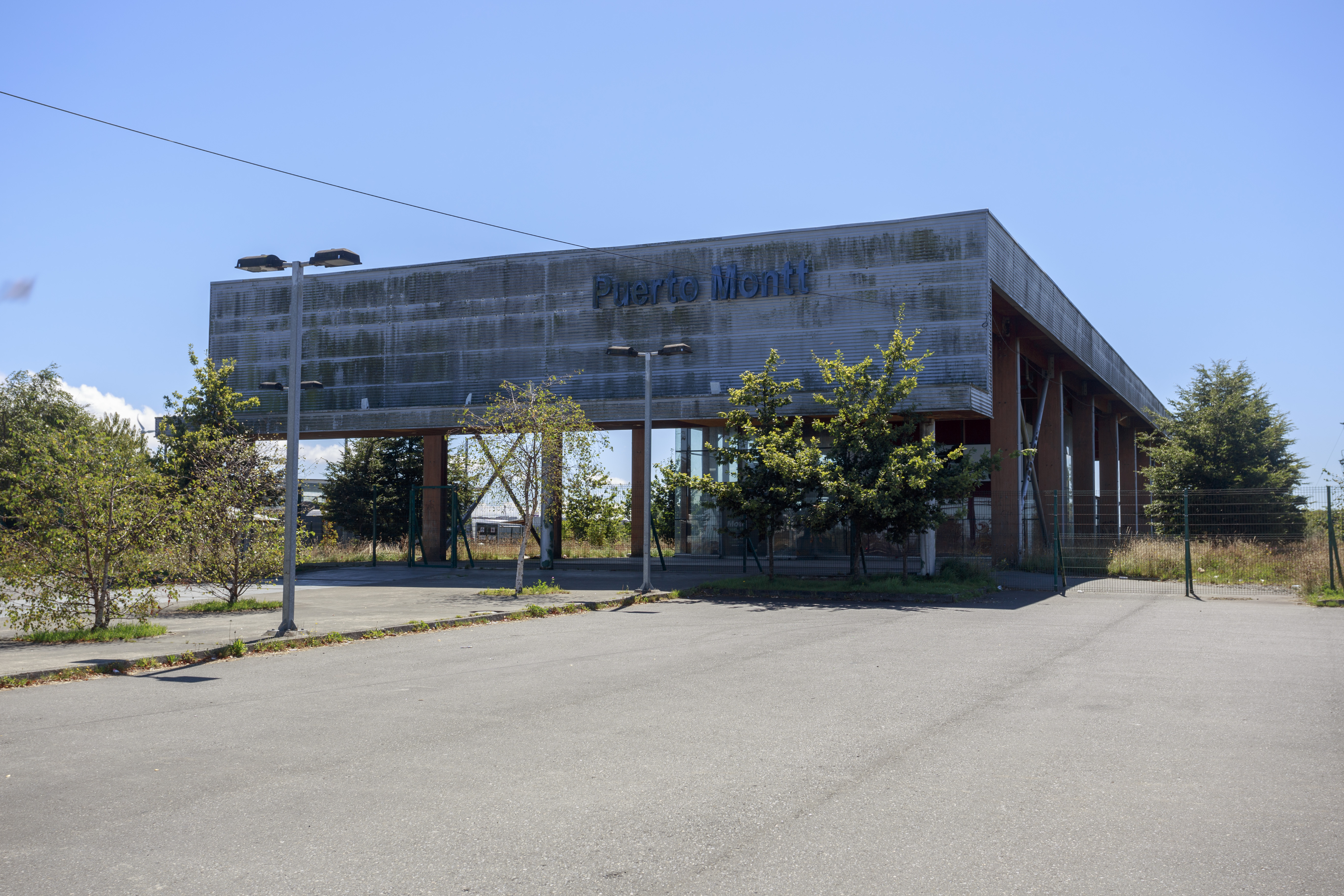
Estación La Paloma en Puerto Montt en 2020

El 1 de junio de 2022, el presidente Gabriel Boric anunció en su primera cuenta pública se anunció el análisis de un servicio de tren de cercanías entre Puerto Montt y Puerto Varas, en conjunto con la Municipalidad de Puerto Montt y el Gobierno Regional.De acuerdo a los planes en etapa previa a ejecución, se anunció el servicio Puerto Montt - Puerto Varas - Osorno, planificado para que iniciara sus obras en 2025 con un costo de 60 millones de dólares y con un inicio de operaciones para 2027.
En su segunda cuenta pública, el presidente Boric señaló que, en el contexto del plan «Trenes de Cercanía 30/30», buscaba poner "en marcha en el corto plazo" un servicio que conectara Llanquihue con la estación La Paloma.
En junio de 2023, el SEREMI de Transportes de Los Lagos, Pablo Joost, indicó que el servicio iniciaría en 2024. A raíz de ese anuncio, distintas autoridades solicitaron mayor certeza en la propuesta del proyecto del ferrocarril, entre ellos el senador Iván Moreira y miembros del Consejo Regional de Los Lagos.
Ese mismo año, el presidente Boric señaló en cadena nacional que el proyecto de Ley de Presupuestos 2024 incluyó los fondos necesarios para ejecutar este proyecto.
A fines de año, EFE realizó una revisión del estado de las vías e infraestructura en el tramo ferroviario entre Rapaco en La Unión y La Paloma en Puerto Montt para "evaluar el costo económico para el Estado de poner nuevos servicios en funcionamiento".

### Construcción (2024-2025)
El 15 de enero de 2024, se iniciaron las obras de restauración del tramo entre Llanquihue y Puerto Montt, con la rehabilitación, recambio de 2500 durmientes y la limpieza de más de 5000 m² de vegetación en la estación de Puerto Varas.
El 16 de enero de 2024, el automotor TLD-503 hizo un recorrido de pruebas con pasajeros entre Puerto Varas y Llanquihue. El 23 de enero se señaló que se desarrollarán estudios geotécnicos en la talud del terraplén de la vía que pasa por el lado de Villa Michelle Bachelet para determinar si debe construirse una contención del talud.
La misma actividad se desarrolló el 14 de febrero de 2024. En esta misma fecha, iniciaron los trabajos de reparaciones de la estación La Paloma; los trabajos iniciados en estas fechas consideran además la rehabilitación de los andenes de las otras estaciones de la red.
El 17 de abril de ese mismo año, las obras de rehabilitación alcanzaron un 60% de avances, y la estación La Paloma ha sido restaurada en un 37%.
En agosto de 2024 finalizaron las obras de reconstrucción de La Paloma, estación terminal del servicio, por un monto total de 500 millones de pesos chilenos. En diciembre de 2024, el presidente de EFE, Eric Martin, anunció que la marcha blanca del servicio comenzaría en enero de 2025. Asimismo, el primer tren llegó a finales de diciembre y el segundo en enero tras ser refaccionados por Asmar para poder iniciar la fase de pruebas del servicio de pasajeros. 
En marzo de 2025, la Contraloría General de la República de Chile llevó a cabo una auditoría al proyecto ferroviario. Los resultados de esta investigación revelaron deficiencias en la infraestructura y seguridad del servicio, entre ellas el incumplimiento de la normativa eléctrica vigente y falencias en los cruces ferroviarios en materia de seguridad. Ante estas irregularidades, la Contraloría otorgó a EFE Sur un plazo de 60 días para subsanar las deficiencias detectadas y garantizar el cumplimiento de los estándares de seguridad requeridos. Como consecuencia de estos hallazgos, el inicio de operaciones del servicio ferroviario, inicialmente programado para marzo, fue postergado hasta abril de ese mismo año.
Durante abril de ese mismo año, se realizaron viajes demostrativos entre la estación Llanquihue y la antigua estación Puerto Montt Centro, totalizando más de 3.500 pasajeros. Ese mismo mes, fueron entregados a la Empresa de Ferrocarriles del Estado, dos trenes de la serie TLD-500 (ex serie 593 de RENFE), rehabilitados por los astilleros de la Armada de Chile, Asmar, para su uso en el servicio tras una renovación de sus elementos interiores y sistemas.
El 16 del mismo mes, Nelson Hernández, gerente general de EFE Sur, junto a con la delegada presidencial, Paulina Muñoz y los seremis de Transportes y Educación, Pablo Joost y Juan Gómez, anunciaron que el servicio comercial comenzaría el martes 22 del mismo mes con un itinerario parcial durante la primera semana.

### Inauguración (2025)

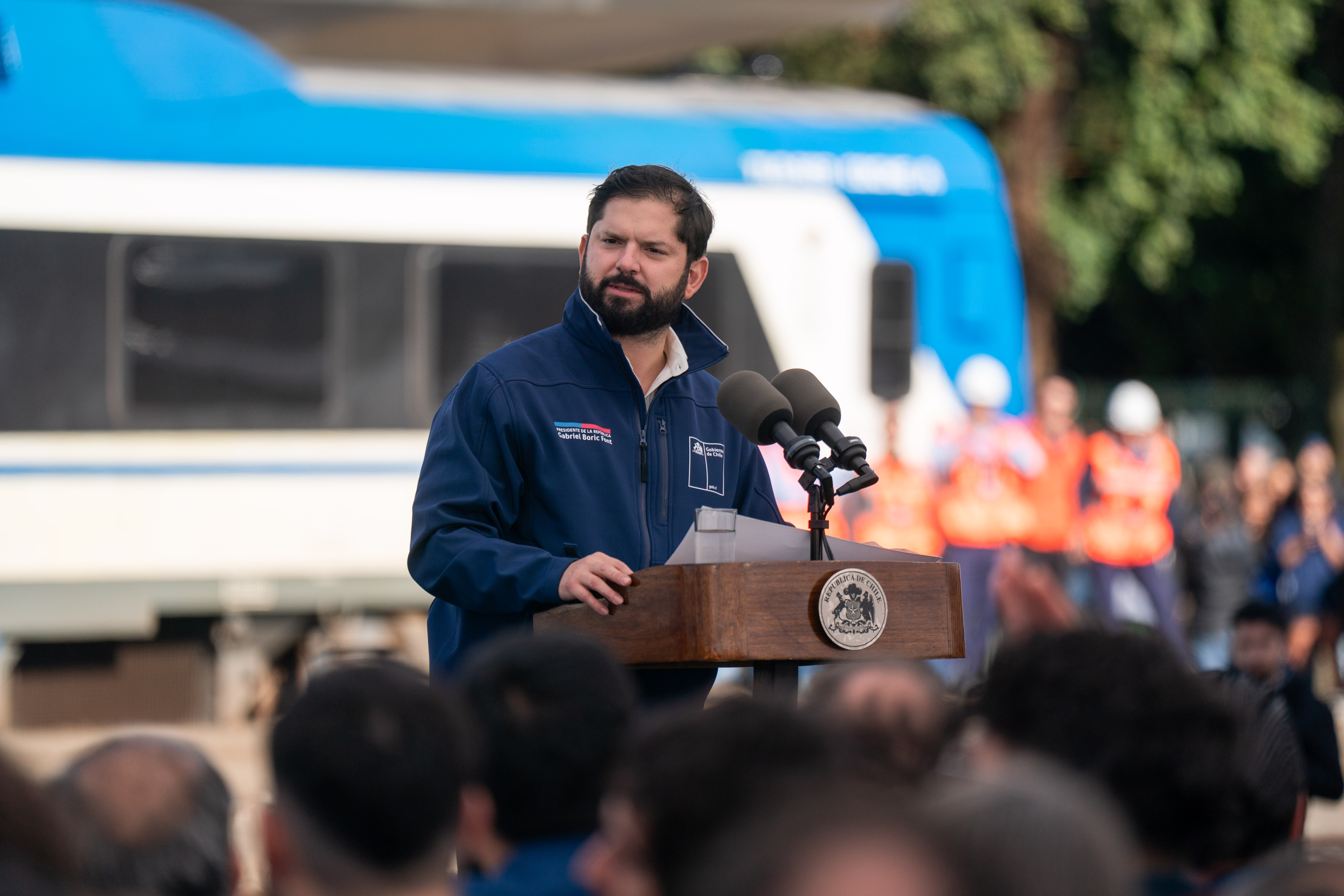
El Presidente de la República Gabriel Boric encabezando la inauguración del tren Llanquihue-Puerto Montt en abril de 2025.

El 22 de abril de 2025, el Tren Llanquihue-Puerto Montt inició sus servicios comerciales de forma gradual con seis servicios diarios ida y vuelta. En su primera semana laboral, sumó más de 3.200 pasajeros en 48 recorridos, con la posibilidad de combinar con buses de acercamiento en Alerce y Puerto Montt sin cobro adicional.El 29 de abril de 2025 fue inaugurado oficialmente con la presencia del presidente Gabriel Boric; el ministro de Transportes y Telecomunicaciones, Juan Carlos Muñoz; el titular del ministerio del Interior, Álvaro Elizalde; y el presidente de EFE, Eric Martín.

## Propuestas de extensión
En 2023, se planteó la incorporación de una quinta estación para el servicio llamada Alerce Norte. Además se ha solicitado una extensión del servicio hasta Osorno y crear un servicio entre Corte Alto y Osorno. A comienzos de 2024, se anunció un estudio de evaluación para la incorporación de la estación La Unión al servicio.
El 19 de marzo de 2024, el alcalde de Frutillar entregó una propuesta formal a EFE para la extensión por el norte del servicio en forma inicial de un servicio de tren turístico hasta la comuna y estación de Frutillar.

## Infraestructura

### Estaciones
Las estaciones, en el sentido de norte a sur, son las siguientes:
| Estación     | Inauguración        | Acceso para discapacitados | Ubicación                  | Comuna       | Comb. | Tipo     | Posición    |
| ------------ | ------------------- | -------------------------- | -------------------------- | ------------ | ----- | -------- | ----------- |
| Llanquihue   | 22 de abril de 2025 | Acceso para discapacitados | Baquedano 1000             | Llanquihue   |       | Terminal | Superficial |
| Puerto Varas | 22 de abril de 2025 | Acceso para discapacitados | Klenner 348                | Puerto Varas |       | De paso  | Superficial |
| Alerce       | 22 de abril de 2025 | Acceso para discapacitados | Avenida Los Alerces s/n    | Puerto Montt |       | De paso  | Superficial |
| Puerto Montt | 22 de abril de 2025 | Acceso para discapacitados | Avenida Cuarta Terraza s/n | Puerto Montt |       | Terminal | Superficial |

### Material rodante
El servicio ferroviario es proporcionado por tres trenes diésel eléctricos. En una primera etapa, automotores que ya están en uso en los servicios de EFE, ofreciendo tiempos de viaje entre Puerto Varas y Puerto Montt de aproximadamente 27 minutos, y 37 minutos entre Llanquihue y Puerto Montt.
El servicio utiliza como material rodante los trenes diésel TLD-502 y TLD-503, que fueron completamente refaccionados por la empresa estatal ASMAR en Talcahuano. Estos trenes, originalmente de la serie 593 de Renfe, fueron adaptados para operar en la región de Los Lagos. El trayecto completo se realiza en aproximadamente 37 minutos, y el servicio está diseñado para beneficiar a más de 300.000 personas, integrándose con buses de acercamiento para facilitar la movilidad en la zona.
Dos de los trenes operan en horarios AM-PM, mientras que el tercero se mantiene de reserva. La velocidad promedio de los servicios es de 50 km/h.
El 1 de mayo de 2025, EFE suspendió de manera preventiva el servicio de trenes, luego de que el convoy TLD-503 sufriera el impacto de un objeto contundente en uno de sus motores, específicamente en la bomba de agua. Siguiendo los protocolos de seguridad, se procedió a una inspección técnica, lo que implicó la cancelación de los servicios programados para esa tarde y noche. Dado que el servicio no opera durante feriados, este se reanudó el viernes 2 de mayo.

### Combinaciones
El servicio también incluyó la construcción de un taller en La Paloma, la incorporación de intermodalidad con otros servicios de transporte público a través del Sistema de Transporte Público de Puerto Montt y una tarifa integrada a los sistemas de transporte público local.